# Ashita no Joe
Ashita no Joe (あしたのジョー, 'Morgondagens Joe' ), är en japansk tecknad serie ritad av Tetsuya Chiba och berättad av Asao Takamori. Serien gick i seriemagasinet Shōnen Magazine från januari 1968 till maj 1973.
Utöver den tecknade serien blev den även tecknad tv-serie på 79 avsnitt vilka sändes på den japanska tv-kanalen FujiTV från 1 april 1970 till 29 september 1971. En andra säsong och fortsättning på första säsongen sändes på Nippon TV från 13 oktober 1980 till 31 augusti 1981.

## Handling
Serien handlar om den föräldralöse tonåringen Joe Yabuki som vandrar runt i Tokyos slumområden utan några som helst mål och drömmar inför framtiden. 
En dag träffar han en alkoholiserad före detta boxningstränare vid namn Danpei Tange. I samband med ett bråk med yakuzan som Joe vinner utan en skråma upptäcker Danpei dennes potential som boxare. Joes kämpaglöd liknande en rasande bests väcker framtidshopp hos den gamle tränaren som tidigare hade gett upp sitt liv totalt. Med en misslyckad karriär som både boxare och tränare i bagaget bestämmer sig Danpei för att förverkliga sin dröm som framgångsrik boxningstränare och övertalar (efter många om och men) Joe att bli boxare.

## Figurgalleri
- Jō "Joe" Yabuki (矢吹丈): Joe befinner sig i sena tonåren då serien börjar. Han har vuxit upp på diverse anstalter, och uppväxten har varit fylld av återkommande rymningar och ett kringflackande liv. De hårda uppväxtförhållandena har härdat Joe – han har för sin storlek mycket starka nypor men svårt att ty sig till människor. Det enda undantaget utgörs av barnen i slumområdet "Doyagai", som ser upp till Joe som en storebror.
- Danpei Tange (丹下段平): Den medelålders Danpei har en mindre lyckad boxningskarriär bakom sig, och har efter karriären dragit sig tillbaka till slummen, där han fallit offer för alkoholen. Hans kropp är översållad av ärr och han har lapp för ena ögat, men är gjort av hårt virke. Han gör den Joe till sin motvillige skyddsling, och arbetar på dagarna som grovarbetare på ett bygge för att försörja sig och Joe. För Joes skull nobbar han också alkoholen.
- Yōko Shiraki (白木葉子): Dotter till en kapitalist. Som fin fröken ägnar hon sig åt välgörenhet, och stöter på så vis ihop med Joe och barnen i slumområdet. Hennes fina maner stämmer väcker Joes misstänksamhet och förakt, och han lurar av henne en stor summa pengar, för vilket han skickas till en uppfostringsanstalt för pojkar. Hon står bakom Tōru Rikiishis framgångar som proffsboxare, och håller även en skyddande hand över Joe.
- Tōru Rikiishi (力石徹): Tungviktsboxaren Rikiishi och Joe möts för första gången på uppfostringsanstalten, och fiendskapen dem emellan får Joe att för första gången på riktigt satsa på boxningen. Som de ärkefiender de är sporrar de varandra att utvecklas som proffsboxare – ett avgörande inslag i serien är då Rikiishi för att kunna möta den mycket mindre Joe i ringen genomgår en potentiellt livsfarlig bantningskur.
- José Mendoza: Världsmästare i fjädervikt från Mexiko. När Joe börjar slåss på världsnivå blir Mendoza hans nye nemesis efter Rikiishi.